# Placa (condecoración)
Una placa es, en este caso, un dispositivo que forma parte de los grados superiores de algunas órdenes y condecoraciones. 
A menudo difieren sólo en el tamaño o en pocos detalles las diferentes decoraciones de la Orden. Dependiendo del grado de que se trate puede reducirse la calidad del material noble usado en su fabricación o la clasificación en el orden de su adjudicación. La placa es parte de las clases superiores como la de Gran Cruz, Comandante u Oficial de una Orden. Se lucen casi exclusivamente en la parte izquierda del pecho. La colocación se puede hacer directamente o a través de un arco hecho de la cinta o roseta. Los estatutos y las leyes pertinentes regulan la creación y la apariencia de las mismas. La placa no tiene por qué ser una estrella, aunque esta es la forma más tradicional.

## Galería
A lo largo de la historia ha habido varias formas de placas, las más tienen la forma de estrellas por lo que muchas veces se las conoce también con ese nombre. Otra forma muy frecuentemente utilizada es la de cruz. Cada una de las anteriores se presenta en formas diferentes como se puede apreciar en la siguiente galería:
| |                                                           |                                                                                     | |
| Placa de la Orden de la Jarretera (Museo de Órdenes de Caballería de Tallin, Estonia).                 | Placa de la Gran Cruz de la Orden Real del Águila Blanca. | Christian Frederik conde de Reventlow luciendo la Placa de la Orden del Elefante.   | Placa de la Orden de la Medialuna de Hierro (una de las muchas variantes de la clásica forma de estrella). |
| |                                                           |                                                                                     | |
| Placa de la Orden de los Serafines (Museo del Salón Conmemorativo de Chiang Kai-shek, Taipéi, Taiwán). | Placa de la Gran Cruz de la Orden de San Hermenegildo.    | Luis de Borbón, conde de Clermont luciendo la placa de la Orden del Espíritu Santo. | Placa de la Orden de la Legión de Honor (una de las muchas variantes de la clásica forma de cruz).         |